# Ballstedt
Ballstedt település Németországban, azon belül Türingiában. Lakosainak száma 286 fő (2023. december 31.). Ballstedt Vippachedelhausen és Berlstedt községekkel határos.

## Népesség
A település népességének változása:
| Lakosok száma | 271  | 279  | 282  | 288  | 286  |
|               | 2017 | 2019 | 2021 | 2022 | 2023 |